# 尼斯科
尼斯科位于波兰喀尔巴阡山省北部桑河畔，是尼斯科县的县治。

## 友好城市
- 德国黑克灵根
- 匈牙利费赫尔焦尔毛特
- 乌克兰霍罗多克
- 斯洛伐克Smerovo